# Cheetah Mobile
Cheetah Mobile Inc (猎豹 移动 公司) est une société Internet mobile chinoise dont le siège se trouve à Pékin, en Chine. Elle est surtout connue comme le développeur des applications Battery Doctor, Clean Master, Duba Anti-virus, et pour l'achat de QuickPic Gallery auprès de son développeur original. Elle a plus de 568 millions d'utilisateurs actifs par mois à partir de novembre 2015.

## Histoire

### Formation
La société a été créée en 2010 grâce à une fusion de Kingsoft Security et Conew Image et a évolué pour devenir le deuxième plus grand fournisseur de logiciels de sécurité Internet en Chine, selon iResearch. Le siège de l'entreprise est situé au 1er Yaojiayuan South Rd, Chaoyang District, Beijing, Chine.

### Première offre publique
En 2014, Cheetah Mobile a lancé une IPO collectant 12 millions d'actions de dépositaire américain à 14 $ US par action, et a ainsi levé 168 millions de dollars. L'introduction en bourse a été gérée par Morgan Stanley, JP Morgan Chase & Co., et Credit Suisse Group. Kingsoft et Tencent sont les principaux investisseurs dans Cheetah mobile, détenant 54 % et 18 % respectivement.

### PostIPO
En 2015, Cheetah Mobile fait l’acquisition d'un de ses partenaires, avec qui il collabore depuis deux années, la startup française MobPartner. L’acquisition se fait pour un montant de 58 millions de dollars. Cette société fournit des outils de monétisation de la publicité et de marketing dans la téléphonie mobile. À cette occasion, le directeur général de MobPartner, le Français Djamel Agaoua qui continue de diriger l'entité rachetée, devient l'un des vice-présidents de Cheetah Mobile chargé de la branche publicité mobile à l'international.
À la fin 2015, Cheetah Mobile a annoncé qu'elle a conclu un partenariat stratégique avec Yahoo. La société incorporait la recherche et les publicités natives des plateformes Yahoo dans ses propres applications. À la suite de cela, Cheetah Mobile a déclaré que son chiffre d'affaires généré par Yahoo a augmenté de 30% par jour dans les deux premières semaines.
En février 2016, Cheetah Mobile et Cubot lancent le CheetahPhone, un smartphone avec Android 6.0 Marshmallow, au MWC à Barcelone, en Espagne.

## Produits

### Applications pour ordinateurs
- Clean Master : Pour les ordinateurs personnels, améliore les performances en effaçant les fichiers inutiles et optimise la mémoire de l'appareil. L'application est disponible pour PC et d'autres plateformes de smartphone gratuitement.

### Jeux
- Big Bang 2048 - Semblable à 2048, mais les nombres sont remplacés par des animaux
- Just Get 10
- Don't Tap The White Tile : Les joueurs doivent éviter les carreaux blancs
- Piano Tiles 2
- Dancing Line
- Rolling Sky
- Tap TapFish

### Applications mobiles
- Battery Doctor
- Clean Master
- CM Backup
- CM Browser
- CM Flashlight
- CM Locker
- CM Security
- File Manager
- Photo Grid
- QuickPic Gallery

## Controverses
En dépit de la popularité de son application Clean Master, il a été signalé en 2014 que des annonces promouvant l'utilisation de Clean Master ont été trouvées. Ces dernières manipulent les utilisateurs d'Android avec certaines tactiques : elles s'affichent lorsque vous naviguez sur des sites Web. En avril 2014, Ferenc László Nagy de Sophos Labs a montré que quelques annonces pop-up conduisaient à télécharger Clean Master, en prétendant que l'appareil est infecté par un virus.
En juillet 2014, Cheetah Mobile a encouragé les utilisateurs à désinstaller Google Chrome et à le remplacer par le navigateur de Cheetah mobile au cours du « nettoyage » et de l' « optimisation » des processus dans Clean Master. Cette pratique a permis à Cheetah Mobile de gagner plus de position sur le marché.